# 日名倉山
日名倉山（ひなくらやま）是位在兵庫縣宍粟市、佐用郡佐用町和岡山縣美作市的山。標高1,047.4公尺。

## 概要
選定為關西百名山、兵庫50山。屬於冰之山後山那岐山國定公園。從岡山縣看的山容類似富士山，所以稱作「美作富士」或「作州富士」。

## 關連項目
- 鄉土富士

## 外部連結
- 國土地理院 地圖閱覽システム 2万5千分1地形図名：千草(姫路) （页面存档备份，存于）